# Atlantskogen
Atlantskogen (portugisiska: Mata Atlântica) är en region med tropisk och subtropisk fuktskog, tropisk och subtropisk torrskog, tropisk och subtropisk savann, semi-lövfällande skog och mangroveskog som sträcker sig längs Brasiliens atlantkust, från delstaten Rio Grande do Norte i norr till Rio Grande do Sul i söder och inåt land ända till Paraguay och provinsen Misiones i nordöstra Argentina.
Regionen omfattar skogar av flera olika slag:
- Den kustnära restingas är lågväxt skog som växer på stabila sanddyner.
- De kustnära skogarna, kända som Atlantiska fuktskogarna, är städsegrön tropisk skog med struktur.[förtydliga]
- Inåt land ligger inlandsskogarna, kända som Atlantiska semi-lövfällande skogarna, där många träd tappar sina löv under torrsäsongen.
- Längre in ligger Atlantiska torrskogarna, som bildar en övergång mellan det torra Caatinga i nordost och Cerrados savanner i öster.
- Bergsfuktskogar finns i Serra do Mar och över bergen och platåerna i södra Brasilien. Här växer Araucaria och städsegröna träd som tillhör växtfamiljerna lagerväxter och myrtenväxter.
- Buskiga bergssavanner förekommer på de högst belägna områdena.

Atlantskogen är ovanlig på det sättet att den sträcker sig som en riktig tropisk regnskog till breddgrader ner mot 24 grader sydlig bredd. Detta beror på att passadvindarna skapar nederbörd under södra halvklotets hela vinterhalvår. Norra Zona da Mata i nordöstra Brasilien får mer regn mellan maj och augusti (vintern) än under sommaren.

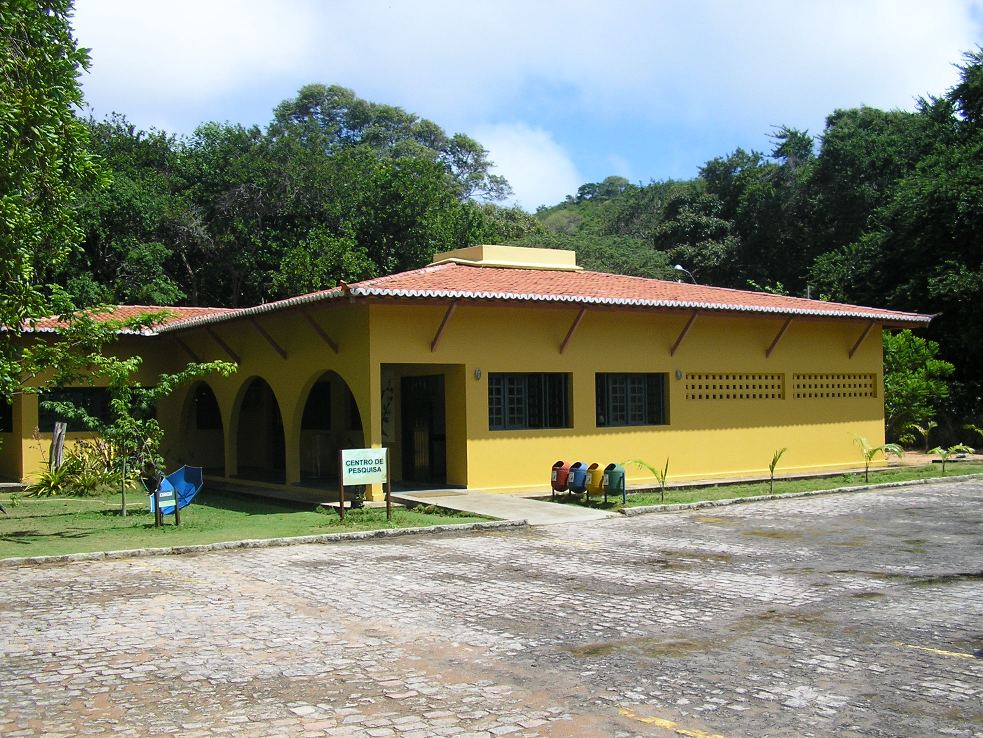
Dunas Park i Rio Grande do Norte är ett av de största skyddade områdena med atlantskog i Brasilien.

Atlantskogen är numera klassad som ett biosfärområde, då den har ett stort antal starkt utrotningshotade djurarter – däribland silkesapa, lejontamarin och ullspindelapa. Omfattande avskogning har skett sedan den koloniala tiden, mestadels för odling av sockerrör och för bosättningar. Det som i dag finns kvar uppskattas vara mindre än 10 % av den ursprungliga skogen och är ofta uppbrutet i "öar" på olika höjder.
Amazon Institute verkar aktivt för återbeskogning i delstaten Pernambuco i nordöstra Brasilien. Under 2007 planterade Joao Milanez och Joanne Stanulonis 5 500 nya träd i bergen som börjar med Gravata, som en utökning av den lilla urskogen som finns kvar där.

## Ekoregioner

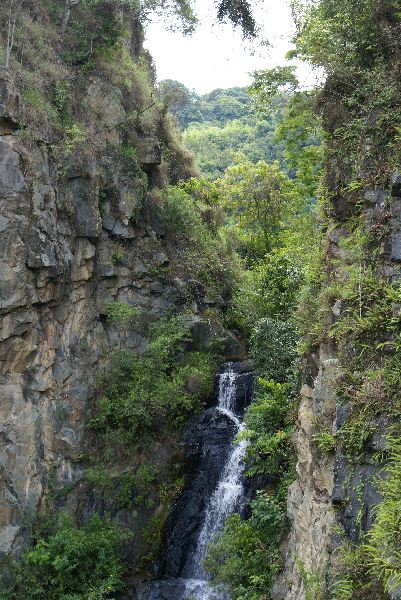
Vattenfall i Atlantskogen i delstaten Paraná.

Tropiska och subtropiska fuktskogar
- Araucarias fuktskog
- Atlantiska kustrestingan
- Bahias kustskog
- Bahias inlandsskog
- Caatingaenklavens fuktskog
- Paraná-Paraíba inlandsskogen
- Pernambucos kustskogar
- Pernambucos inlandsskogar
- Serra do Mars kustskogar

Tropiska och subtropiska torrskogar
- Atlantiska torrskogarna

Tropisk och subtropisk savann
- Campos Rupestres bergssavann

Mangroveskogar
- Bahias mangroveskog
- Ilha Grandes mangroveskog
- Rio Piranhas mangroveskog
- Rio São Franciscos mangroveskog

## Ett världsarv
Discoverykustens Atlantskogsreservat är ett 1 119,3 km² stort världsarv inom regionen bestående av 8 olika reservat och nationalparker. Dessa är:
- Monte Pascoal nationalpark, grundad 1961
- Pau Brasil CEPLAC experimentstation, grundad 1993
- Una biologiska reservat, grundat 1980
- Sooretama biologiska reservat, grundat 1982
- Veracruz station, privatägt naturarvsreservat, lagligt skyddad 1998
- Linhares skogsreservat, privatägt, grundat av företaget Vale do Rio Doce Corporate
- Pau Brasil nationalpark
- Descobrimento nationalpark

Runt området har man tänkt införa en buffertzon men dess gränser har ännu inte fastställts.[källa behövs]